# 格拉西 (勞德代爾縣)
格拉西（英語：Grassy）是一個位於美國阿拉巴馬州勞德代爾縣的非建制地區。該地的面積和人口皆未知。

## 地理
格拉西的座標為34°58′17″N 87°17′59″W / 34.97139°N 87.29972°W，而該地的平均海拔高度為240米（即787英尺）。